# Andrena stoeckhertella
Andrena stoeckhertella là một loài Hymenoptera trong họ Andrenidae. Loài này được Pittioni mô tả khoa học năm 1948.